# Принцесса Карабу

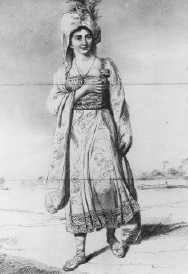
Эдвард Бэрд. Принцесса Карабу, карандашный набросок.

Мэ́ри Бе́йкер-Уи́ллкокс, англ. Mary Baker-Willcocks, более известная как Принцесса Карабу́ (англ. Princess Caraboo (ок. 1791 — 4 января 1865) — авантюристка, выдававшая себя за принцессу из экзотических стран. В течение 10 недель ей удавалось водить за нос всё аристократическое общество Англии, после чего она была разоблачена случайным образом, благодаря тому, что бывшая квартирная хозяйка узнала в экзотической принцессе свою прежнюю жилицу. Позднее посетила Америку, Францию, Испанию, где вновь пыталась играть свою роль, но уже без всякого успеха. Позднее вышла замуж, родила дочь и до конца жизни была поставщицей пиявок для бристольской больницы.

## Первое появление
Первое описанное появление принцессы Карабу состоялось 3 апреля 1817 года в Алмонсбери (Глостершир, Англия). Местный сапожник поздно вечером обнаружил на крыльце своего дома молодую девушку, одетую в странную одежду и говорившую на непонятном языке. Не зная, что делать с незнакомкой, он отправил её в сопровождении своей супруги в приют для бедных. По свидетельству очевидцев, оказавшись в приюте, неизвестная знаками выразила своё согласие «жить некоторое время под этой крышей». Молодая девушка была утомлена и передвигалась с явным трудом.
Понять язык, на котором говорила незнакомка, не мог никто. Попечитель приюта Хилл обратился к мировому судье графства Сэмюэлу Уораллу, один из слуг которого, грек по происхождению, владел несколькими восточными языками. Незнакомка с неохотой, но согласилась посетить поместье Ноул, принадлежавшее мировому судье. Ни слуга-грек, ни кто-либо иной так и не смогли её понять. Супруга судьи миссис Элизабет Уоралл, американка по происхождению, вначале предположила, что перед ней испанка, цыганка или гречанка. Последнее предположение было отброшено после того, как слуга-грек не смог объясниться с ней никаким образом. Предположение, что перед ними китаянка, также оказалось неверным — ноги неизвестной не подвергались бинтованию, а черты лица говорили о вероятном европейском происхождении. Вновь прибегнув к языку знаков, судья и его жена пытались выяснить у неизвестной, есть ли при ней какие-то бумаги или документы. Когда она наконец поняла, чего от неё хотят, то продемонстрировала содержимое своих карманов — две монеты, одна из которых была номиналом в полпенса, другая — шестипенсовик, сильно потёртый (по другим сведениям — фальшивый), и завёрнутый для сохранности в ткань кусок мыла. Кроме этих вещей и одежды, у неё с собой не было ничего.

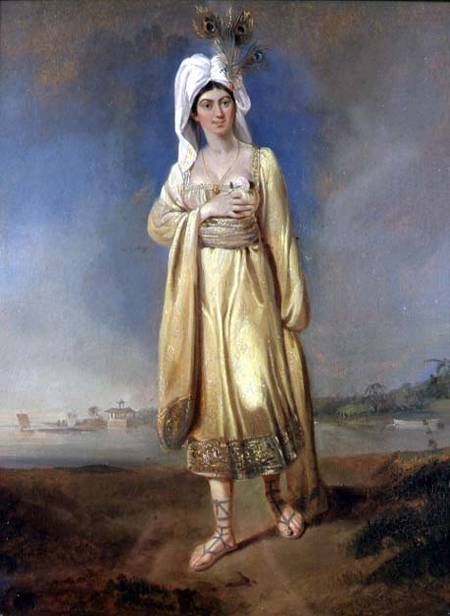
Эдвард Бэрд «Карабу, принцесса Явасу». 1817 г. Холст, масло

Подобное могло серьёзно ухудшить её положение, так как по законам того времени за ношение при себе фальшивых денег виновного могли приговорить к смертной казни, однако незнакомка по всей видимости не понимала, насколько серьёзным было её положение. Это также послужило дополнительным доказательством, что она прибыла откуда-то издалека.
Было составлено скрупулёзное описание одежды и внешности незнакомки, сохранившееся до наших дней: на ней были чёрное шерстяное платье или нательная рубашка с муслиновым сборчатым воротником, чёрная полотняная шаль, повязанная на голову как тюрбан, чёрно-красная шаль на плечах, чёрные кожаные туфли и чёрные чулки; её рост составлял чуть более пяти футов, глаза чёрные, волосы каштанового цвета, кожа смуглая, имелись следы от серёг в ушах, руки нежные, как будто непривыкшие к тяжёлой работе, манеры обходительные и мягкие.
По законам того времени, бродяжничество каралось достаточно строго — пойманному на попытках добыть себе милостыню грозила тюрьма или работный дом; подозрительные иностранцы в это время (сразу по окончании наполеоновских войн), рассматривались как возможные политические агитаторы и диверсанты. Уличённых в подобных намерениях предписывалось высылать в кандалах в Австралию, причем исполнять наказание следовало попечителю приюта по прямому указу мирового судьи. Посему нежелание незнакомки отправиться к таковому казалось вполне понятным, тем более, что попечитель принял её вначале за «иностранную бродяжку».
Посовещавшись с женой, мировой судья, вначале согласившийся с этим мнением и пожелавший отправить её в Бристоль для суда и последующего наказания, счёл за лучшее до окончательного выяснения определить незнакомку на ночлег в деревенскую гостиницу, куда она и была отправлена в сопровождении двух слуг.
Едва оказавшись там, она пришла в явное возбуждение, увидев среди нарисованных на одном из панно фруктов ананас, и, указывая на него пальцем, громко произнесла несколько раз «Анана», как этот фрукт называется по-гречески или на нескольких иных языках, также знаками дав понять окружающим, что этот фрукт ей знаком, из чего был сделан вывод, что он произрастает в тех местах, откуда она родом.

## Первый ночлег
Миссис Уоралл, пожалев неизвестную, отослала вместе с ней в приют собственных лакея и горничную. Незнакомке была подана чашка чая, но прежде чем пить, она прикрыла глаза рукой и произнесла молитву на непонятном языке. Следующую чашку она отказалась принять, жестами требуя, чтобы чашку помыли (по другим сведениям, она вымыла её сама), и вновь, прежде чем пить, повторила свою молитву. Уложить её в постель было затруднительно, незнакомка жестами давала понять, что хочет спать на полу, и только после долгих уговоров дочь хозяйки гостиницы сумела уложить её в постель. Впрочем, перед тем как лечь спать, незнакомка совершила несколько земных поклонов, что было вновь расценено как молитва неизвестному божеству.

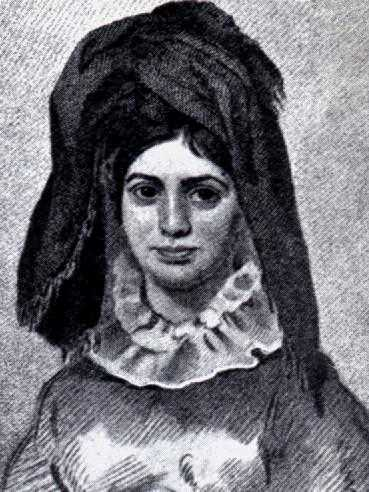
Ещё один сохранившийся портрет «принцессы Карабу»

## Следующее утро
Рано утром миссис Уоралл, от души жалевшая неизвестную, пришла к ней в приют, и нашла её сидящей на полу возле очага; весь вид девушки говорил о подавленности и одиночестве. Местный священник принёс множество книг с иллюстрациями, изображавшими различные экзотические страны, однако незнакомка, небрежно пролистав их, остановилась только на нескольких акварелях, передававших китайскую живопись, и жестами дала понять, что прибыла с Юга на каком-то плавсредстве.
Ничего другого на тот момент добиться не удалось, но миссис Уоралл приняла твёрдое решение поселить незнакомку у себя и сделать всё, чтобы ей помочь. Это оказалось не просто, неизвестная отказывалась идти и, проходя мимо церкви, сделала попытку забежать внутрь, но в тот момент дверь церкви была заперта на замок.
Вновь прибыв в поместье и будучи проведена в комнату для слуг, она увидела на столе несколько свежих гостий (был Канун Пасхи) и, вновь проговорив свою странную молитву, приложила одну из них к груди. Далее, когда её провели в комнаты, незнакомка пришла в восторг от китайских статуэток и жестами дала понять, что или происходит из Китая, или посещала эту страну.
За обедом она отказалась от мясной пищи, продемонстрировала отвращение при виде предложенных вина, пива и сидра и не стала пить ничего, кроме чистой воды.

## Первые попытки установления личности незнакомки
Миссис Уоралл, не до конца доверявшая незнакомке, пыталась уговорить её перестать притворяться и назвать своё подлинное имя. В награду за повиновение той были обещаны еда, одежда и денежная помощь, в противном случае ей угрожали тюрьмой и работным домом. Но все усилия оказались напрасны, неизвестная выслушала речь миссис Уоралл, никоим образом не показывая, понимает ли она что-нибудь.
Миссис Уоралл, пытаясь заставить её написать своё имя, написала на бумаге собственное и повторила несколько раз. Оттолкнув бумагу, незнакомка несколько раз, указывая при этом на себя, громко произнесла слово «карабу».
Вскоре для выяснения подлинного имени и происхождения незнакомка была доставлена в магистрат Бристоля, но мэр города, Джон Хейторн, также не смог ничего добиться от неё, и потому, согласно требованиям закона, отправил её в предназначенную для бродяг и бедняков больницу Св. Петра, до окончательного выяснения её личности.
Не выпускавшая неизвестную из виду миссис Уоралл вскоре узнала, что та, находясь в переполненной и грязной больнице, окончательно замкнулась в себе и отказывалась от любой пищи, в том числе от предложенных яиц и мяса — еды, для бедняков часто недоступной и весьма желанной, а также отказалась спать в предложенной постели; проникнувшись сочувствием, миссис Уоралл приняла окончательное решение поселить её у себя. Незнакомка была переведена изначально в бристольский офис мистера Уоралла и поручена заботам домоправительницы. Впрочем, мистер Уоралл и слуга-грек были настроены весьма скептически. Как признавалась сама Карабу после разоблачения, она люто возненавидела за это слугу и долгое время вынашивала план заманить того в лодку и столкнуть в воду.
Весть о появлении таинственной незнакомки разнеслась достаточно быстро, и больница стала местом паломничества всевозможных иностранцев, наперебой пытавшихся выяснить, откуда она родом и на каком языке объясняется, но без всякого успеха.
Сохранилось письмо к миссис Уоралл от некоего моряка, отправлявшегося вскоре на Мальту и неплохо знакомого с бассейном Средиземного моря и окружающими его странами. В частности, в этом письме говорилось:

Мадам,
(…) Мне кажется, что «Карабу» не имя Вашей гостьи (как то представляют газеты), а название её страны. Думаю, она происходит из бухты Карабу (Karabouh), что на восточном побережье Каспийского моря, принадлежащей Свободной Татарии. Она легко могла попасть сюда через Персидский залив, или ещё проще — через Чёрное море. Последнее мне представляется более вероятным, так как с начала текущего года множество (многие сотни) кораблей прошли через Средиземное море в европейские порты. (…) Ваша гостья, быть может, узнает это место на карте, или ей покажутся знакомыми названия близлежащих местностей. Предоставляю на Ваше благоусмотрение, мадам, решение как в этом случае поступить и льщу себя надеждой, что предоставленные мною крохи информации сослужат Вам добрую службу.
Ваш покорный слуга 

Дж. С.

| Ещё один человек, пометивший своё письмо инициалами А. Б., предлагал иную версию: |
| --- |
| Миссис Уоралл, мадам, Надеюсь, Вы простите меня за смелость, но я хотел бы сообщить Вам некие соображения, касающиеся иностранки, которую Вы столь милосердно и добросердечно (…) приютили у себя. Старательно собрав все сведения о ней, которые я только мог найти в шотландских газетах, я нашёл среди прочих утверждение, что она, должно быть черкешенка, и это особенно возбудило моё любопытство, так как сам я вырос в этих местах… Её привычки, еда и поведение за столом, её опасливое отношение к мужчинам, её жест прощания, её отвращение к вину, алкоголю и опьяняющим напиткам — все свидетельствует о том, что мистер Уилкинсон был прав в своём предположении. Также её молитвенная поза, на крыше, с лицом, обращённым к Востоку, повторяет молитвенную позу черкесов, в газетах я нашёл утверждение, что так она приветствует солнце. Черкесы же не почитают никого кроме истинного Бога и молятся, обратив лицо к Мекке, полагая, что творец всего сущего избрал этот город местом своего пребывания. Своего бога черкесы также зовут Аллах-Таллах (что нужно переводить как Господь Всемогущий), и возможно, газеты ошибаются, и она не молится солнцу, но обращается лицом к Мекке — что служит дополнительным доказательством выдвинутого мною предположения. При том, не скрою от вас, что многое из рассказанного в газетах ставит подобную версию под сомнение. Во-первых, это её костюм. Я не припомню черкешенки, одетой в чёрное шерстяное платье, с присобранным муслиновым воротником, вязаные чулки также, насколько мне известно, ничего общего не имеют с черкесской манерой одеваться. Однако, газетные материалы затрагивали этот вопрос лишь мельком, а затем и вовсе забыли о нём. Также письмо, которое она использует, окончательно ставит меня в тупик. В бытность мою в Черкессии, я знал только двух женщин, обученных грамоте, и пишут черкесы по-арабски справа налево, при том, что иностранка, нашедшая у Вас приют, насколько мне известно, пишет неизвестными знаками слева направо, причём делает это с видимой легкостью. Мне совершенно незнакомы имена «Явасу», «Малай», «Джессе-Манду» и «Карабу», несмотря на то, что части их вполне могут быть поняты по-черкесски или по-татарски. К примеру, «ява» будет значить поверхность чего бы то ни было, или «пей!» — глагол в повелительном наклонении, вторая часть его — «су» — «вода» по-татарски. «Мал» — часть слова «Малай» будет значить по-черкесски овцу, а вторая часть его «ай» — междометие, как впрочем, и в английском языке. «Джессе» — первая часть имени Джессе-Манду, по-татарски значит «владелец», для второй никакого значения в этих языках не находится. «Кара» — первая часть имени названной иностранки, по-татарски будет значить «черная» или, может быть, повелительное наклонение глагола «смотри!»; вторая часть «бу» — означает в том же языке местоимение «это» или «то».(…) |

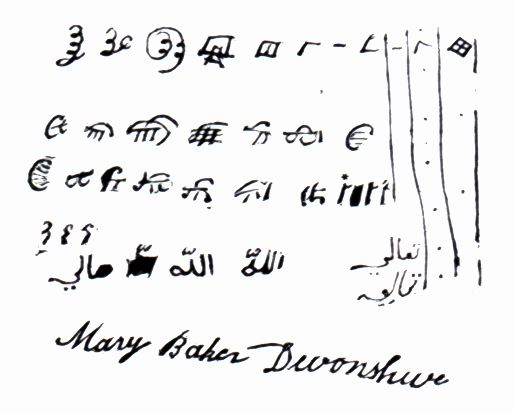
Факсимиле принцессы — язык и письменность острова Явасу

## История самозваной принцессы
Спустя некоторое время объявился некий Мануэль Эйнессо — моряк малайского происхождения, подданный Португалии, который заявил, что понимает её язык, и перевёл историю незнакомки. По его словам, Карабу принадлежала к аристократическому роду и жила где-то на островах Индийского океана. Она была похищена из отцовского дома пиратами и, когда их корабль проходил недалеко от Бристоля, бросилась за борт и вплавь достигла берега. Португалец уверял, что её язык непонятен никому другому потому, что она говорит не на одном языке, а на смеси из нескольких диалектов, характерной для побережья Суматры.
Сразу после этого мистер Уоралл, окончательно отбросив сомнения, приказал доставить неизвестную назад в поместье, и следующие десять недель дом Уораллов стал местом паломничества всего местного населения. Принцессу показывали гостям как экзотическую диковинку. Среди прочих ещё один эксперт, избороздивший Индийский океан вдоль и поперёк, знакомый с обычаями Китая и сопредельных стран, основываясь на первом «рассказе», а также на информации, которую удалось узнать от экзотической гостьи с помощью жестов и рисунков (или, как считает Гатч, бессознательно подсказанной им самим), записал её историю в более полном виде. Теперь она звучала так:

Принцесса Карабу родилась на острове Явасу в Индийском океане. Она была дочерью некоего высокопоставленного лица, китайца по происхождению и «модинки» (малайской женщины), позже убитой во время столкновения «бугу» (каннибалов) с малайцами.
Однажды она прогуливалась в саду своего отца на острове Явасу, когда её выманили наружу несколько «самин» (женщин), и далее она оказалась в руках пиратов под командованием некоего Чи-Мина. Связанную принцессу отправили на корабль, причём отец пустился за ней в погоню и сумел поразить стрелой одну из женщин-пираток. Сама принцесса, освободившись, расправилась с двумя из похитителей, заколов одного из них насмерть и серьёзно ранив другого малайским крисом (жизнь раненому смог спасти только местный «джасти» (врач)).
Спустя несколько дней пленная принцесса была продана капитану Таппа Бу, и в шлюпке доставлена на бриг, который затем шёл в течение четырёх недель, в каком-то порту принял на борт четырёх женщин-путешественниц и высадил их ещё через пять недель в другом неизвестном порту. После этого корабль отправился в Европу и спустя ещё одиннадцать недель добрался до берегов Англии, где принцесса, доведённая дурным обращением до отчаяния, прыгнула за борт и вплавь добралась до берега.
Далее она отдала некоей английской женщине, проживавшей в доме зелёного цвета свою украшенную золотом одежду и тюрбан (видимо, в обмен на еду и рубашку и шаль, в которых она явилась в Глостершир). И наконец, после шести недель скитаний, она обрела крышу над головой.

Позднее, показывая ей рисунки, изображавшие флаги различных стран, и водя её рукой по бумаге, удалось якобы установить, что её родной остров обретался где-то «неподалёку от Японии», в то время как пиратский корабль, сделав первую остановку в Джакарте, обогнул затем мыс Доброй Надежды и, ненадолго остановившись в бухте острова Святой Елены, отправился к английским берегам. По её утверждениям, пираты плавали под венецианским военным флагом.

## Дальнейшие подробности жизни
В следующие десять недель принцесса прекрасно себя чувствовала и, похоже, была довольна тем, что оказалась в центре всеобщего внимания. Ей предоставили ткани и портного, с помощью которого она соорудила себе экзотическую одежду — с длинными, чуть ли не до земли, рукавами, широким вышитым поясом и тюрбаном, носила открытые сандалии с деревянной подошвой.
Позже она постоянно дополняла и изменяла свой «рассказ».
Так, вскоре она сообщила, что её мать чернила зубы (по мнению Гатча, они стали тёмными от пристрастия к жеванию бетеля — привычки, распространённой в этих местах) и по местному обычаю раскрашивала ладони, кроме того, она носила жемчужину в ноздре и пыталась привить дочери подобные понятия о красоте, но этому воспротивился отец, который был высокопоставленным мандарином, привычным к путешествиям в паланкине на плечах носильщиков, и украшал свою шапку золотой бляхой, прикрепляя к ней три павлиньих пера. Также он носил золотую цепь с тяжёлым камнем янтарного цвета. Сама принцесса носила украшение из семи павлиньих перьев у правого виска. При рождении её назвали именем «Сиссу Манду», затем стали называть «Джессу Манду», но спустя какое-то время она переменила имя на «Карабу» в память о некоей выигранной отцом битве.
Она в подробностях рассказывала, что её отец принадлежал к белой расе, мать, как и все малайцы, имела шоколадно-оливковую кожу, а убившие её людоеды «бугу» были чёрными. Поймав белого человека, они отреза́ли ему голову и руки, чтобы испечь на углях, а затем съесть.
Она рассказывала о том, что перед её отцом подданные становились на колени, а перед ней преклоняли одно колено, и о том, как во время пиров их развлекали музыканты, игравшие на инструментах, похожих на арфы и флейты. Она также сообщила, что Аллах-Таллах, которому она возносит молитвы — не идол, но невидимое божество, объект поклонения островитян, за поклонение же идолу или изображению, по словам её матери, её ждала бы казнь на костре.

## Поведение и привычки
Все люди, общавшиеся с принцессой Карабу, впоследствии сообщали, что она исполняла свою роль блестяще, ни разу не допустив видимой ошибки в своём «языке», не сбившись на другой акцент и не перепутав слова. Слуги Уораллов признавались, что иногда специально не спали ночью и наблюдали за спящей девушкой, ожидая, что она заговорит во сне и выдаст себя, и что однажды, по видимому, проснувшись и догадавшись, что за ней наблюдают, она прикинулась спящей и заговорила на своём наречии.
Даже слуга-грек, вначале отнесшийся к ней откровенно скептически, после того, как самозваная принцесса заболела тифом, оставил всякие сомнения и стал относиться к ней с заботой и сочувствием, возможно, пытаясь подобным образом извиниться за прежнее недоверие.
Отмечали также её цепкую память и умение мгновенно обращать в свою пользу ошибки окружающих. Так ей был открыт доступ в богатую библиотеку поместья, где она почерпнула немало сведений, чтобы вести свою роль без единой ошибки. Многие присутствовавшие, образованные люди, будучи убеждены в том, что она не понимает по-английски, вели в её присутствии разговоры об островах и землях Ост-Индии, при этом все старались блеснуть своими знаниями, что также сослужило для самозванки немалую службу — она запоминала всё, что слышала.
Отмечалось её недюжинное самообладание и умение сохранить трезвую голову в любой самой неожиданной ситуации — так, например, во время одного из путешествий в карете Карабу заснула и, неожиданно разбуженная миссис Уоралл, пытавшейся таким образом захватить её врасплох, не выдала себя ни словом, ни жестом. Позднее некий клерк, не убеждённый в подлинности её истории, попытался захватить самозваную принцессу врасплох: подкравшись сзади, он прошептал по-английски несколько комплиментов её красоте; эта попытка провалилась — Карабу оказалась достаточно умна, чтобы прикинуться непонимающей.
Она отказывалась от хлеба, предпочитая ему рис, охотно пила воду и чай (в особенности зелёный китайский), любила индийское карри, в которое щедро добавляла пряности. Охотно ела голубей и рыбу, но готовила их сама, отрезая голову и выпуская кровь.
Каждый вторник обязательно посвящался посту, для которого она упорно пыталась попасть на крышу дома, по свидетельству очевидцев, однажды едва не разбившись при этом насмерть. Выдвигалось предположение, что она когда-то сумела познакомиться с неким выходцем с мусульманского Востока и от него переняла имя своего Божества Аллах-Таллах (от арабского ta-Allah — да славится имя Аллаха).
В тёплые дни она охотно плавала нагишом, упражнялась в стрельбе из лука и соорудила себе для фехтования деревянную саблю. Иногда она ударяла в гонг, так что звук разносился на мили вокруг, и умело обращалась с тамбурином, и порой исполняла танцы, напоминавшие суфийских вертящихся дервишей.
В один из дней она знаками дала понять слугам, что сегодня день рождения её отца, которому исполнилось 47 лет. Время же она отмеряла оригинальным способом — завязывая узлы на бечеве. Именно так она сумела объяснить, сколько недель провела в плавании.
Раз в неделю принцессу Карабу возили в Лондон, где художник Бэрд писал вначале в карандашной технике, затем — в красках её портрет, сохранившийся до нынешнего времени.

## Первые сомнения
Некоторые бывалые путешественники, хорошо знавшие тихоокеанские острова, замечали мелкие несоответствия между привычками принцессы Карабу и обычаями восточных стран, но сообщали об этом в её присутствии, что позволяло ей немедля корректировать своё поведение так, чтобы несоответствие устранялось. Так, один из гостей неосторожно заметил, что принцесса использует выражающееся в складывании ладоней перед лицом приветствие «намасте», которое в ходу у индийцев, малайцы же прикладывают руку к голове. «Принцесса» немедля поняла свою ошибку и стала прикладывать руку к голове, приветствуя подходивших к ней.
Кроме того, сын миссис Уоралл, в отличие от родителей ни единого дня не веривший самозваной принцессе, в глаза объявил её лгуньей и получил в ответ возмущённый крик «Карабу не лгунья!», однако произошло это уже после того, как она якобы выучила несколько английских слов, и окружающие потому предпочли оставить данный казус без последствий.
Как минимум дважды, видимо, боясь разоблачения, так как газеты (в частности «Бристол Миррор»), регулярно публиковали посвящённые ей статьи, научные исследования и даже стихи, «принцесса» пыталась бежать из дома Уораллов. В первый раз она попыталась сесть на корабль, отплывавший в Соединённые Штаты, но опоздала к отплытию. Вернувшись в Ноул Парк с узелком одежды, ранее оставленным на хранение у её квартирной хозяйки миссис Нил, она объяснила своё исчезновение тем, что одежда была «зарыта в землю, чтобы спасти её от макрату (нищих)». Вновь ей предпочли поверить, но за время неудавшегося бегства Карабу заразилась тифом и несколько дней находилась между жизнью и смертью. В это время вызванные из Бристоля врачи в её присутствии дали понять миссис Уоралл, что её гостья вряд ли проживёт более суток, и с удивлением заметили, как исказилось лицо больной. На этот раз принцессу Карабу выручила служанка, заметив, что подобные нервные гримасы она видит не впервые, и всё произошедшее — не более чем совпадение.
Второй побег, вызванный по всей видимости, страхом разоблачения, вылился в попытку уйти пешком куда угодно, но громкая слава самозваной принцессы, успевшая распространиться по всей Англии, сыграла с ней злую шутку — в Бристоле беглянку опознали и торжественно препроводили в великосветский салон, где её вскоре разыскала миссис Уоралл. На сей раз ей также удалось выкрутиться, знаками дав понять, что истосковавшись по семье, она хотела вернуться на родину и искала корабль, идущий на Явасу.

## Разоблачение
Однако же, через короткое время правда вышла наружу. Самозванку погубило то, что некий доктор Уилкинсон, среди прочих всерьёз воспринявший её историю, взялся за дешифровку её языка и изучение нравов. Он даже опубликовал несколько статей о принцессе Карабу в местных газетах и журналах. Среди прочих, в «Бристольском журнале» (англ. The Bristol Journal) появился её портрет, и некая миссис Нил опознала в «принцессе Карабу» Мэри Уиллкокс, по мужу — Бейкер, дочь сапожника из Уитериджа, Девоншир, и дала об этом знать семье Уораллов. Мэри какое-то время снимала комнату в её доме, затем и перед этим ещё несколько лет служила в разных домах, но нигде не могла задержаться надолго. Миссис Нил уверяла, что Мэри развлекала её юных дочерей языком собственного сочинения, состоящим из смеси цыганских и самолично изобретённых, несуществующих слов. Уходя из дома, она обмотала голову шалью, соорудив таким образом тюрбан. Вскоре объявился ещё один свидетель, сын колесника из Бристоля, клятвенно подтвердивший, что за несколько дней до «обнаружения» самозваная принцесса вместе с ним зашла в пивную, где подкрепилась бифштексом и ромом. Под давлением этих свидетельств, Мэри Бейкер ничего не оставалось как признаться в обмане.
Впрочем, она ещё пыталась сопротивляться, рассказывая о том, что долгое время жила в Индии, будучи нянькой в английском семействе, — но ещё раз была уличена в обмане, не сумев дать правильный ответ ни на один вопрос об этой стране и её нравах. После этого Мэри Бейкер окончательно сдалась и рассказала свою подлинную историю.

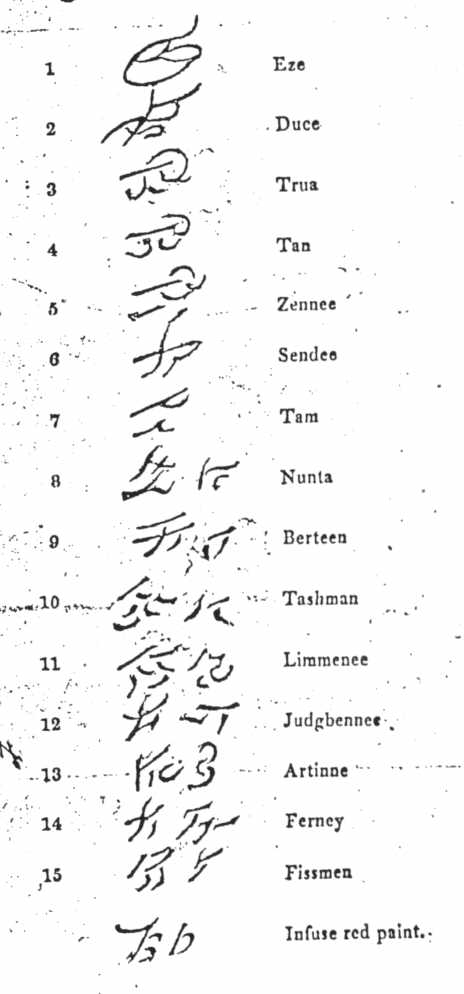
счет от одного до пятнадцати. Язык и письменность острова Явасу

## История Мэри Бейкер
Рассказ Мэри был длинным и путаным, со множеством красочных деталей и приключений — видимо, сымпровизированных прямо на месте. Более того, как оказалось в дальнейшем, добиться правды от Мэри было попросту невозможным, так как сам рассказ постоянно менялся, с каждым разом обрастая всё новыми подробностями. В частности, когда заходила речь о её ребёнке, умершем незадолго до её появления в доме Уораллов, на вопрос, кто был его отцом, последовательно давались следующие ответы: (1) некий француз, хозяин дома, где она служила. (2) Французский юноша, воспитанник пожилого англичанина. (3) Её законный муж, Френсис Бейкер, строительный рабочий, отплывший во Францию и бросивший её на произвол судьбы. (4) Тот же Бейкер, с которым она состояла в связи, служивший мастеровым по ремонту дома у пожилого француза, где она служила. Современные исследователи склоняются к тому, что ближе всего к истине стоял именно последний вариант.
Буйство фантазии Мэри Бейкер подтверждали все, кто сталкивался с ней более-менее часто. Объяснения этому никогда не было дано, тем более, что по всеобщему мнению, никакой выгоды эти истории ей не приносили. Более того, её честность была вне всякого сомнения, так, пытаясь бежать из дома Уораллов, она не взяла с собой даже подарки, преподнесённые ей домочадцами, и ушла прочь без единого пенни в кармане. С другой стороны, биограф Мэттью Гатч не без досады констатировал, что, будучи уличена в обмане, она не испытывала «ни малейших угрызений совести», более того, отправляясь в Америку, заявила во всеуслышание, что вернётся оттуда на карете, запряженной тройкой лошадей, — как видно, уже задумывая новую авантюру. Её собственный отец считал, что Мэри повредилась в уме после перенесённой в подростковом возрасте ревматической лихорадки.
Однако, сопоставляя рассказ Мэри со сведениями, которые были получены благодаря переписке и расспросам лично знавших её людей, получить удалось следующую картину.
Мэри Бейкер родилась в семье сапожника в деревне Уитеридж (Девоншир, Англия), имела шесть братьев и сестёр, часть из которых умерла в младенческом возрасте. Семья Мэри была одной из беднейших, потому с восьми лет ей пришлось заняться прядением и ткачеством, иногда же наниматься батрачкой на окрестные фермы. Позже устроилась прислугой в богатый дом в Эксетере, но через два месяца ушла оттуда, так как работа показалась слишком тяжёлой.

Карта путешествий Карабу. Против часовой стрелки: от её родного острова Явасу, оставляя в стороне «Конджи» (Китай), лежащий на равном расстоянии от первой остановки в Батавию, мимо мыса Доброй Надежды, к острову Святой Елены и оттуда — к Европе

Далее (по словам самой Мэри, так как этот факт невозможно было проверить), она отправилась пешком в Тонтон и по дороге решила якобы покончить с собой, повесившись на завязках фартука. Самозванка уверяла, что её остановил «голос свыше», прозвучавший у неё в голове и недвусмысленно предупредивший о греховности самоубийства.
Кое-как пешком и на проезжающих фургонах добравшись до Лондона, Мэри Бейкер почувствовала себя настолько плохо, что попутчики сочли за лучшее доставить её в больницу для бедных Сен-Джайлс, где та вынуждена была провести более месяца, так как у неё развился менингит. Именно здесь её подвергли весьма болезненной процедуре «влажного кровопускания» — надрезая кожу на затылке и вытягивая кровь с помощью банок, — следы от этой операции она позднее выдавала за доказательство пребывания на пиратском корабле, где пленную принцессу, заболевшую нервной лихорадкой от шока и дурного обращения, лечили якобы подобным образом.
Позднее она служила в семье пастора Паттендена. Эта часть её рассказа нашла подтверждение, пастор вспомнил Мэри и уверил позже, что она прекрасно справлялась с работой, но была недовольна своим положением и обладала «трудным, эксцентричным характером». Эту характеристику, впрочем, давали ей и другие работодатели. Можно предположить, что Мэри Бейкер искала для себя жизни безбедной и беззаботной, что в конце концов привело её на путь самозванства.
Искренне жалея девушку, Паттенден попытался найти для неё более подходящую работу и устроил нянькой в семью Мэттьюс. Здесь, рассказывала Мэри Бейкер, она познакомилась с живущей по соседству иудейской семьёй, познакомилась с их распорядком жизни, молитвами, алфавитом и правилами кашрута — всё это позже пригодится ей, когда она окончательно станет Принцессой Карабу.
У Мэттьюсов повторилась та же история, новая нянька работала на совесть, — но с видимой неохотой, и ставила работодателей в тупик неожиданными заявлениями, например, о том, что хочет уйти в лес и существовать вдали от цивилизации или же отказаться от пищи, чтобы узнать, сколько времени можно прожить подобным образом.
Долго она не задержалась и здесь. В апреле 1812 года Мэри Бейкер неожиданно ушла от Мэттьюсов и в течение 4 дней оставалась в работном доме Сен-Мери. Вернувшись, она проработала до осени и, наконец, окончательно рассорившись со своими работодателями окончательно оставила дом. Какое-то время после этого она жила в доминиканском приюте для проституток (т. н. «Приюте Св. Магдалины»), называя себя Энн Берджесс (Берджесс — было девичьей фамилией её матери) и рассказывая, что родила внебрачного ребёнка от некоего домовладельца, после чего, чтобы прокормиться, вела более чем предосудительную жизнь. Позднее, она уверяла свою подругу миссис Бейнс, будто в это время нанялась нянькой в некую семью, отправлявшуюся во Францию. Позднее, она же пыталась уверить своего будущего биографа Мэттью Гатча, что приняла это место за монастырь, но такую версию вряд ли можно принять всерьёз.
Однако, пробыв в приюте несколько недель на положении служанки, она вновь изменила свои показания. На сей раз они гласили, что она никогда не грешила против добродетели и родила, будучи замужем, в приют же определилась, чтобы обрести крышу над головой. Признавшись в том, что назвала себя несуществующим именем, она, однако, заявляла, что её отец умер, а если начнут разыскивать мать, она наложит на себя руки. Попечительский совет приюта Св. Магдалины счёл за лучшее снабдить её небольшой суммой денег и отослать прочь.
Дальнейшее повествование было расцвечено множеством малоправдоподобных деталей, так Мэри якобы переоделась в мужскую одежду, причем жена некоего батрака приняла её за наёмного убийцу, и не спала всю ночь, опасаясь за собственную жизнь, позднее сама Мэри оказалась в плену у разбойников, откуда сумела вырваться, принеся торжественную клятву на кинжале, что сохранит тайну их убежища.
В 1813 году она после всех приключений вернулась домой в Уитеридж. Мать попыталась пристроить её на работу к кожевнику, но Мэри наотрез отказалась таскать на себе отвратительно воняющие кожи. Сменив ещё несколько случайных работ, она вернулась в Лондон, где торговала рыбой, и по всей видимости, в это время сошлась с человеком по фамилии Бейкер (впрочем, в другой раз оказалось, что он был, по-видимому, немцем и носил фамилию Бакерштендт, которую она уже сократила до более привычного «Бейкер»).
Через два месяца они якобы вступили в официальный брак (причем, по уверениям Мэри, венчались у католического священника) и далее жили в местечке Бэттл, близ Гастингса. Мэри вспоминала, что в начале 1816 года муж отплыл в Кале, оставив её беременной, с обещанием вернуться и забрать её с собой во Францию, однако, обещания не сдержал.
Чтобы хоть как-то прокормиться, Мэри (под именем Ханны Бейкер) устроилась барменшей в заведение некоей миссис Кларк, привлекая всеобщее внимание невероятными баснями, которые она рассказывает любому, готовому её слушать.
11 февраля 1816 года на свет появился мальчик, который был крещён под именем Джона Уиллкокса (но сама Мэри всегда называла сына Джон Эдвард Френсис Бейкер). Место его рождения осталось тайной, наняв возницу, заинтересовавшегося странным поведеним пассажирки, и посему пожелавшему проследить за ней, Мэри, однако же, сумела улизнуть, и вернулась к работодательнице уже с ребёнком в руках. Снова ей пришлось на какое-то время отправиться в работный дом, так как прокормить ребёнка она была не в состоянии. В конце концов, она решила отказаться от сына и отдала его в приют, где в ответ на вопросы персонала рассказывала, (исследователи сходятся о том, что в этот раз, она видимо, говорила правду) что зовут её Мэри Уиллкокс, она никогда не была замужем и родила ребёнка от своего любовника, рабочего-строителя по имени Бейкер, родом из Эксетера. Они жили вместе в течение девяти месяцев, потом Бейкер ушёл на заработки в Лондон, и больше она его не видела.
Позже, устроившись на очередную работу — служанкой в семье Статлингов, Мэри аккуратно каждый понедельник, посещала сына в приюте, но в 1817 году ребёнок умер.
Миссис Статлинг позже вспоминала, что Мэри выполняла свою работу добросовестно, однако же — в который раз — повторила, что «девушка эта необузданная и странная». Мэри пугала детей рассказами о цыганах, уверяла, что сама родом из Индии, а ребёнка родила в Филадельфии, в Соединённых Штатах. Здесь же она отличились ещё более эксцентричной выходкой — невзлюбив одного из слуг, она подожгла одну за другой две постели (включая собственную), решив, что его обвинят в поджоге и рассчитают, однако, не справившись с огнём, вынуждена была позвать на помощь и признаться в содеянном. В конечном итоге, её выгнали вон.
Решившись окончательно отплыть в США, Мэри, в ожидании корабля, который доставил бы её по назначению, поселилась в Бристоле у некоей миссис Нил, деля комнату с еврейской девушкой по имени Элеонора. Корабль действительно нашёлся, но капитан запросил за проезд 5 фунтов — сумму для неё слишком большую, однако, Мэри была полна решимости добыть эти деньги в качестве милостыни.
Возможно, она посетила Францию (однако, это известно исключительно с её слов), потому что переменив ещё несколько случайных работ, отправилась в Глостершир, по пути выдавая себя за француженку, и выпрашивала деньги, смешивая в кучу английские слова со словами из языка собственного сочинения. Как полагал её первый биограф, Мэттью Гатч, живому воображению Мэри подобный маскарад подсказала случайная встреча — на глостерширской дороге ей попались на глаза несколько уроженок Нормандии, державшие здесь мастерскую по выделке кружев. Обратив внимание на пышные кружевные мантильи молодых француженок, а также приняв во внимание вызываемый ими всеобщий интерес, Мэри немедленно соорудила из шали подобие тюрбана и постаралась «придать себе как можно более иностранный вид». Иногда полагается, что вольно или невольно, обратив внимание на её несколько экзотическую внешность, Элеонора подсказала ей мысль выдать себя за иностранку. В дальнейшем некий попутчик, приняв Мэри за француженку, угостил в ближайшей пивной мясом и пивом, при том, что добросердечные посетители наперебой принялись её угощать и ссужать деньгами, — и наконец Мэри поняла, что нашла свою золотую жилу. «Она поняла, что в качестве иностранки сумеет добиться того, в чём англичанка получила бы немедленный и категорический отказ», — отмечает в своей книге Мэттью Гатч.
Маскарад оказался хорош только на короткое время, вскоре она встретилась лицом к лицу с настоящим французом, но Мэри выкрутилась и в этот раз, заявив, что её поняли неправильно, и на самом деле она — испанка. Именно в это время она встретила сына колесника, который позже и опознает самозваную принцессу.
Но «испанский» маскарад проваливается снова, она встречается с кем-то, утверждающим, что отлично знает этот язык. Мэри вспоминала, что от полной безнадёжности заговорила с ним — и, к своему изумлению, получила заявления, что её язык действительно испанский, и она только что сказала: «Отец и мать идут за мной, но немного отстали». Более того, речистый хвастун заявил, что Мэри родом с «Мадридского холма» и по испанской привычке желает сесть верхом на корову. Это было важным уроком. Раз и навсегда самозванка научилась пользоваться чужой самоуверенностью, а заодно поняла, что лучше ей стать принцессой из никому не ведомой, экзотической страны.
Сын колесника в это время ей порядком надоел. Мэри ухитрилась «потеряться» в толпе, и далее отправилась в Алмондсбери, где появилась уже как Принцесса Карабу.

## Дальнейшая жизнь
Открытие могло перерасти в скандал, газеты с удовольствием вышучивали легковерие и невежество бристольцев. Мистер и миссис Уоралл сочли за лучшее отправить её в Филадельфию, и 28 июня 1817 года она села на корабль, уходящий в Америку. Вместе с ней в Филадельфию плыли две пуританские дамы, родом из Моравии, которым миссис Уоралл вручила достаточно большую сумму денег с просьбой поддержать Карабу в первое время, если её поведение окажется достаточно благонравным. По отрывочным сведениям, доходившим из-за океана, Мэри Бейкер какое-то время ещё пыталась играть свою роль, — но через два месяца связь с семьёй Уораллов окончательно прервалась.
Какое-то время ходили упорные слухи, что во время путешествия в Америку, корабль бурей был отброшен к острову Св. Елены, где «принцесса Карабу» побывала в гостях у Наполеона, причем низложенный император был настолько очарован ею, что якобы немедленно сделал ей предложение, категорично, впрочем отвергнутое. Как выяснилось позже, эта история была обязана ушлому журналисту, попытавшемуся подобным образом разыграть публику, но как всё связанное с принцессой Карабу, «утка» была с готовностью подхвачена и во многих документах того времени выдавалась за реально произошедшее событие.
В 1821 году (по другим сведениям — в 1824 году) она вернулась в Англию, где пыталась зарабатывать публичными выступлениями в роли принцессы в Лондоне на Нью-Бонд-стрит, позднее — в Бристоле и Бате, требуя с каждого зрителя по 1 шиллингу, но за время её отсутствия интерес уже успел остыть, и попытка успеха не имела. По имеющимся сведениям, посетила Францию и Испанию, где опять пыталась изображать принцессу, но вскоре вернулась и вышла замуж во второй раз. В сентябре 1828 года Мэри Берджесс (таково теперь было её имя) окончательно поселилась в Бедминстере и годом позднее родила дочь.
В 1839 году её имя вновь появилось в документах — Мэри Берджесс занимается поставкой медицинских пиявок в Бристольскую больницу.
Последнее, что мне довелось о ней слышать, - отметил городской библиотекарь Джордж Прайс - Было то, что она вышла замуж, и окончательно осела в этом городе, где провела остаток жизни окончательно остепенившись, сделавшись поставщицей пиявок в Бристольскую больницу, причем сама же и ставила их по желанию пациента.
В это время, согласно сохранившейся заметке в местном издании «Notes and quieries» за 20 мая 1864 года, она всячески избегала вспоминать о своей неудавшейся авантюре и сердилась на соседского ребёнка, из шалости звавшего её «Карабу».
Она умерла 4 января 1865 года в возрасте 74 (или 75) лет, предположительно, от сердечного приступа, и была похоронена в безымянной могиле на кладбище Хеброн Роуд в Бристоле.
Краткий некролог, появившийся в номере лондонской «Таймс» от 13 января того же года, сообщал:
Она стала вести достаточно простую и скромную жизнь, вышла замуж. Бывшая принцесса не так давно скончалась в Бристоле, оставив после себя дочь.
26 марта 2006 года при большом стечении народа, на доме номер 11 по Принсесс-стрит, Бристоль, где она провела последние 11 лет жизни, была открыта и сохраняется доныне памятная табличка. На церемонии открытия также присутствовали воспитанники начальной школы Сен-Мери-Редклифф, одетые в костюмы начала XIX века, а также внучатая племянница виновницы торжества Кристина Медли, специально прибывшая ради этого из Девоншира.

## Феномен на фоне эпохи
XVIII—XIX века — время нескольких т. н. «экзотических самозванцев», эксплуатирующих предромантический и романтический интерес к далёким странам и народностям. Чем дальше отодвигались границы известного европейцам мира и глубже оказывались знания об отдалённых странах, тем далее отодвигалась и «родина» очередного самозванца. Первой в этой череде, по всей видимости, была Мэри Карлтон (1642—1673), авантюристка и мошенница, выдавшая себя за немецкую принцессу, с единственной целью, как можно выгоднее выйти замуж. Мошенница была схвачена, уличена в многомужестве и повешена 22 января 1673 года на Тайберне.
Неизвестная, появившаяся в Париже в 1690 году попыталась выдать себя за китайскую принцессу, но этот обман был разоблачён почти немедля, так как для экспертизы был вызван иезуит Ле Комт, долгое время живший в Китае, и потому прекрасно знакомый как с языком, так и с обычаями этой страны.
Мне хватило одного взгляда, чтобы поставить в этом деле окончательную точку. - вспоминал позднее Ле Комт - Черты её лица, манера держать себя, ступни, (свободные от повязок), весь её вид уже не оставляли сомнений.
Впрочем, иезуит, решив всё-таки довести исследование до конца, задал ей несколько вопросов на китайском языке, получив в ответ порцию тарабарщины, столь невероятной, что окончательно утвердился во мнении — у незнакомки не было времени или желания тщательно подготовиться к роли и серьёзно продумать структуру «своего» языка. Врученный ей лист бумаги, покрытый иероглифами она держала вверх ногами, делая вид, что читает. И наконец, предложенная ею же романтическая и совершенно невероятная история путешествия в Европу не выдерживала никакой критики. Впрочем, к удивлению иезуита, даже прилюдно уличённая во лжи незнакомка упорно стояла на своём, из чего Ле Комт сделал вывод, что «китайская авантюра была не первой в её списке».
В середине следующего, XVIII века неизвестная, вошедшая в историю под именем княжны Таракановой, выдавала себя за «принцессу» разных экзотических для Европы государств (Турции, Персии, России).
Появившийся приблизительно в то же время, Джордж Салманазар, француз по происхождению, вплоть до самой смерти благополучно дурачил Лондон, выдавая себя за уроженца Формозы. Этот последний оставил после себя столь неизгладимое впечатление, что его последовательница — Мэри Бейкер, «принцесса с острова, расположенного неподалёку от Японии», с лёгкой руки своего первого биографа получила прозвище «Салманазара в юбке», подхваченного позднейшими исследователями.

## Альтернативные версии произошедшего
В настоящее время высказываются предположения, во многом отличающиеся или противоречащие ставшему классическим варианту истории Мэри Уиллкокс, рассказанному Мэттью Гатчем. Так высказываются допущения, будто Мэри и Мануэль Эйнессо состояли в сговоре, чем собственно и объясняется участие португальца в истории самозваной принцессы, серьёзно укрепившее её позиции в доме Уораллов. Иногда предполагается также, что столь же самозваный португалец был её любовником и, быть может, отцом её ребёнка.
Предполагается также, что Мэри страдала психическим расстройством, известным под именем «Синдрома Мюнхгаузена», вызывающем в больном стремление к безудержному и бессмысленному хвастовству. Её умение говорить на неизвестном языке в таком случае полагается объяснять глоссолалией.
Третье предположение состоит в том, что гостья Уораллов была именно той за кого себя выдавала, то есть принцессой Карабу с некоего экзотического острова, другое дело, что миссис Уоралл, недовольная повышенным вниманием супруга к их неожиданной гостье, подстроила её «разоблачение» и попыталась как можно скорее избавиться от соперницы, отправив её в Соединённые Штаты. Впрочем, последний вариант высказывается редко и не находит поддержки у большинства пишущих об этом эпизоде.

## В культуре
По просьбе Уораллов, в начале 1817 года Джон Мэттью Гатч, издатель «Феликс Фарлиз Бристоль Джорнэл», навёл справки о прошлом самозваной принцессы и в августе того же года выпустил книгу, как было принято в то время, с длинным и обстоятельным названием «Карабу: История оригинального обмана, имевшего своей целью злоупотребить доверием и благодеяниями некоей дамы, проживающей неподалёку от Бристоля, осуществленного молодой девушкой по имени Мэри Уиллкокс, она же Бейкер, она же Бакерштендт, она же Карабу, принцесса Явасу», ставшую сразу библиографической редкостью. В 1994 году вышел на экраны фильм «Принцесса Карабу», снятый по книге Джона Уэллса «Карабу — истинная история».